# Badminton
Pour les articles homonymes, voir Badminton (homonymie).
Le badminton  est un sport de raquette nommé d'après le château anglais de Badminton House où il a été codifié à la fin du XIXe siècle, sur la base de pratiques plus anciennes en Europe et en Asie.
Il oppose soit deux joueurs en simple, soit deux paires, en double et en mixte, placés de part et d'autre d'un filet. Les joueurs frappent un volant avec une raquette, le contact du volant avec le corps d'un joueur étant une faute. Le point peut se terminer par une faute, si le volant touche autre chose que le filet ou la raquette d'un joueur, ou s'il touche le filet mais qu'il ne passe pas du côté adverse. Il peut aussi se terminer par sortie (ou out, qui veut dire « dehors » en anglais), quand le volant touche le sol en dehors du terrain correspondant à la discipline (simple hommes, simple dames, double hommes, double dames, ou double mixte). Le badminton se joue en intérieur : le volant pesant entre 4,74 et 5,5 grammes, sa trajectoire est déviée au moindre vent.
Le volant est un projectile aux propriétés aérodynamiques uniques qui lui donnent une trajectoire très différente de celle des balles utilisées dans la plupart des sports de raquette. En particulier, les plumes créent une traînée bien plus importante, causant une décélération plus rapide.
Depuis 1992, le badminton est un sport olympique qui se décline en cinq disciplines : simple hommes, simple dames, double hommes, double dames et double mixte.
La popularité de ce sport a fortement augmenté au XXIe siècle, notamment en Asie, avec 339 millions de pratiquants actifs (jouant au moins une fois par semaine) dans le monde en 2019 selon une étude menée par Nielsen Sports, qui a estimé que ce sport était populaire auprès de plus d'un demi-milliard de personnes dans une autre étude le classant en 2021 au 9e rang des sports les plus populaires au monde.
À haut niveau, il nécessite une excellente condition physique ainsi que de très bonnes qualités techniques et tactiques.
C'est le sport de raquette le plus rapide du monde, il est fréquent de voir une douzaine d'échanges en double en moins de 10 secondes, même si, à haut niveau, l'échange est très court et les frappes très rapides. Le record de vitesse pour un volant en compétition est détenu depuis le 11 janvier 2017 par Mads Pieler Kolding, joueur danois de double hommes, qui a frappé le volant à la vitesse de 426 km/h. Le record, non pas en match mais en conditions contrôlées lors d'événements organisés dans cet objectif, qui a été homologué par le Livre Guinness des records, a été établi par le joueur indien de double hommes Satwiksairaj Rankireddy (en), qui a effectué un smash à 565 km/h lors d'une session en avril 2023, battant ainsi de 72 km/h l'ancien record établi dans des conditions similaires dix ans auparavant.

## Histoire
Les ancêtres du badminton sont multiples. L'échange de volants frappés avec une partie du corps ou un instrument remonte à plus de deux millénaires en Chine. Au Japon, on pratiquait le hanetsuki vers la fin de l'époque médiévale. En Europe, l’un des ancêtres du badminton est le battledore and shuttlecock pratiqué en Angleterre dès le Moyen Âge, l’objectif du jeu étant de maintenir en l’air un shuttlecock (volant) à l’aide d’une battledore (raquette ou palette). On trouve des images du jeu de volant dans les peintures d'artistes du XVIIe siècle (voir par exemple La Fillette au Volant de Chardin).

Représentations en art
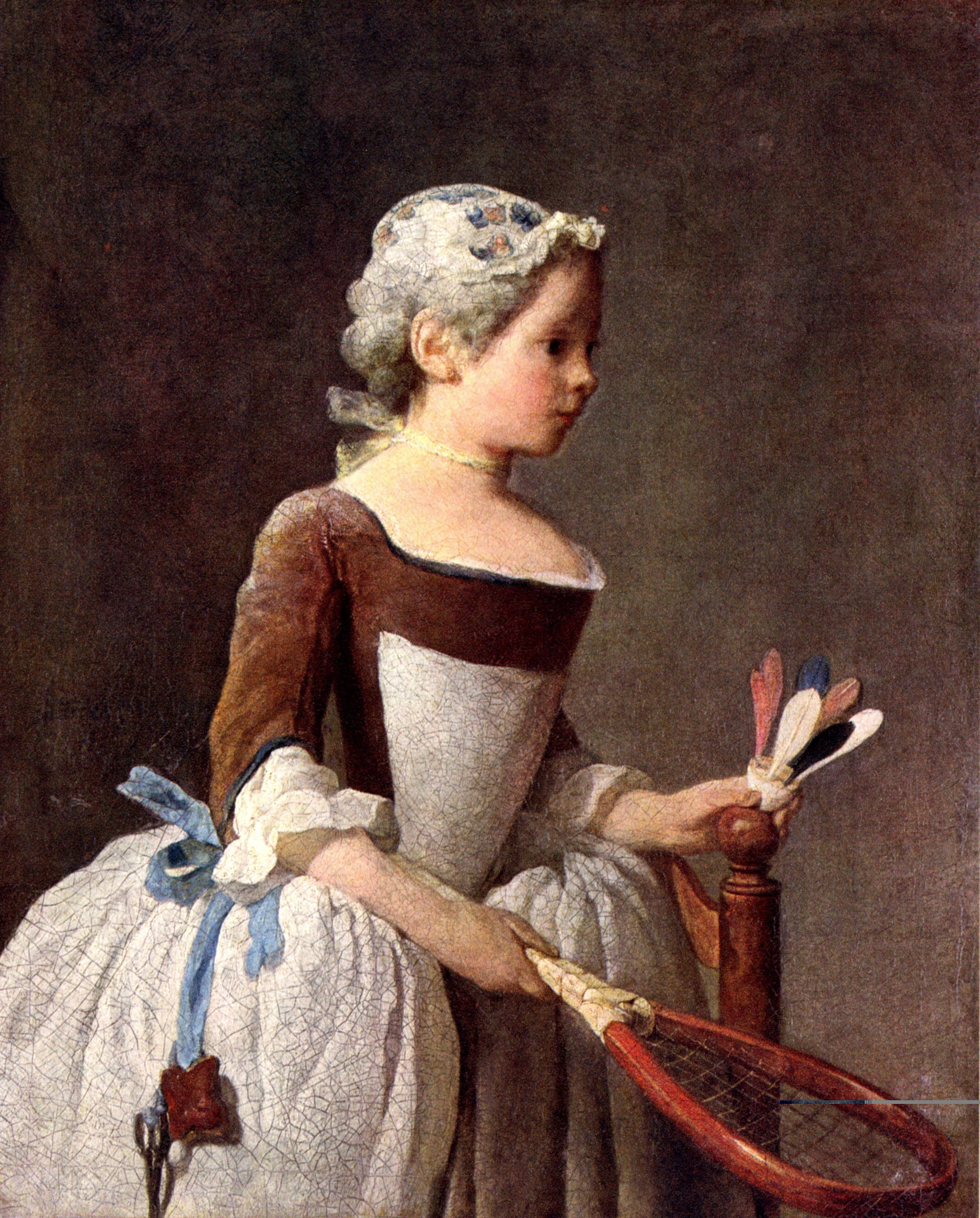
Jean Siméon Chardin, La Fillette au Volant, 1741.
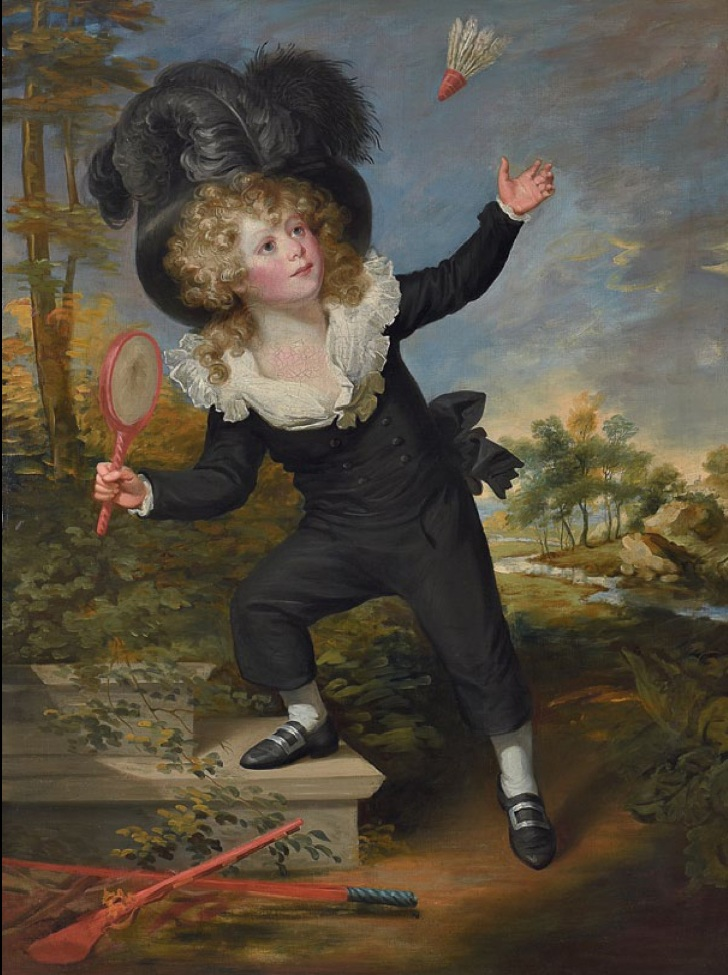
William Beechey, Portrait de Kenneth Dixon jouant au volant, vers 1790.
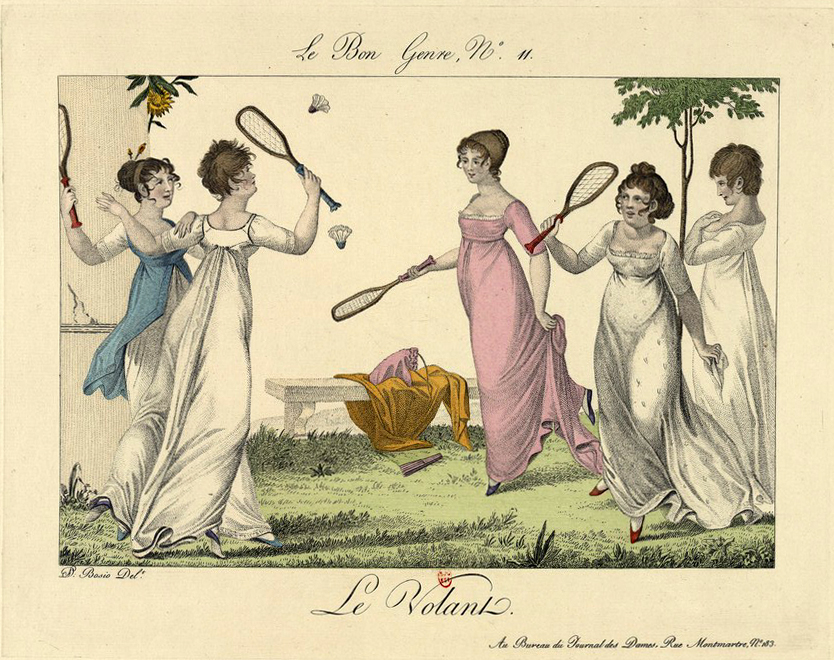
Le Volant, caricature dans Le Bon Genre en 1801.
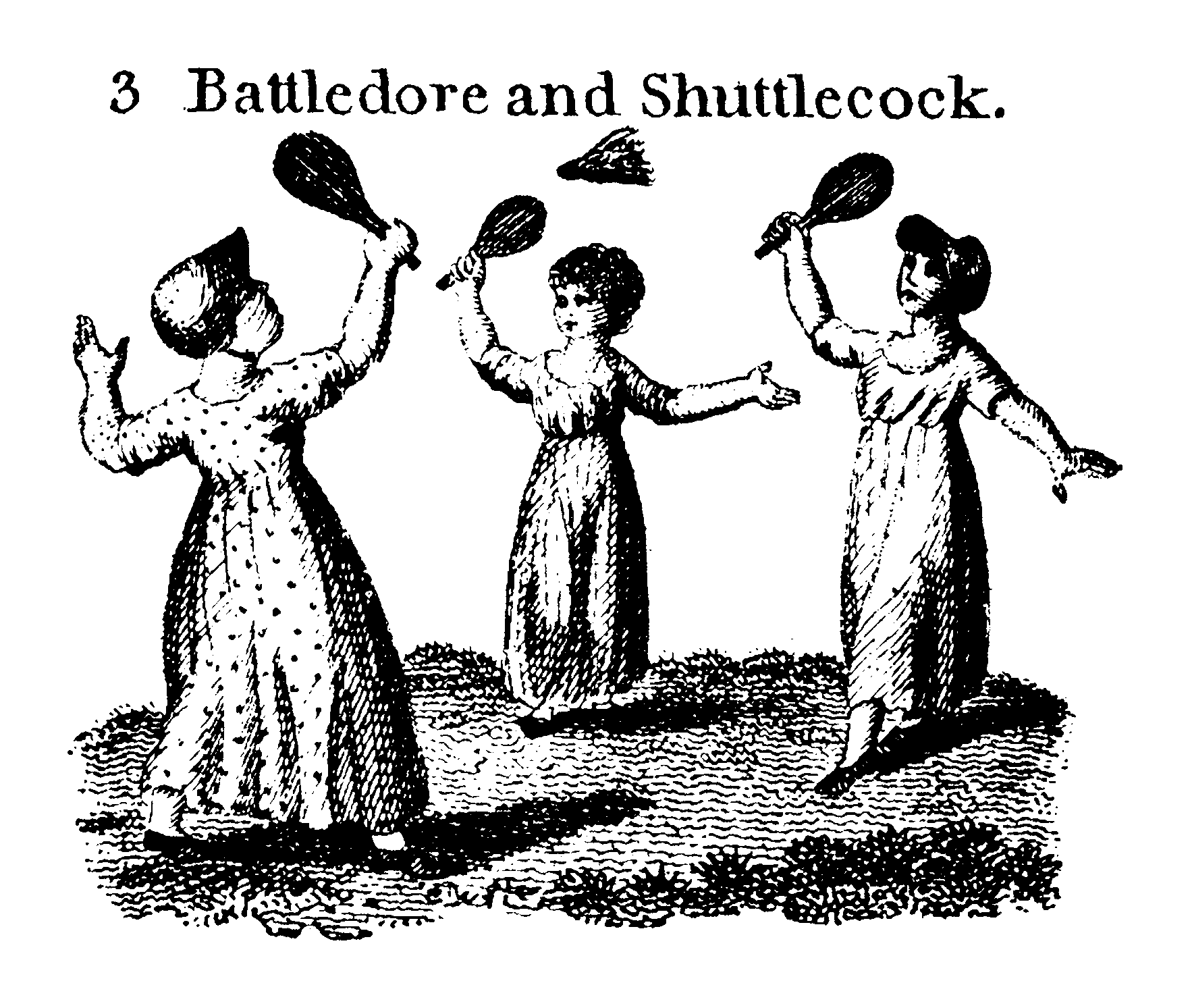
Un ancêtre du badminton : jeu de battledore and shuttlecock en Angleterre en 1804.
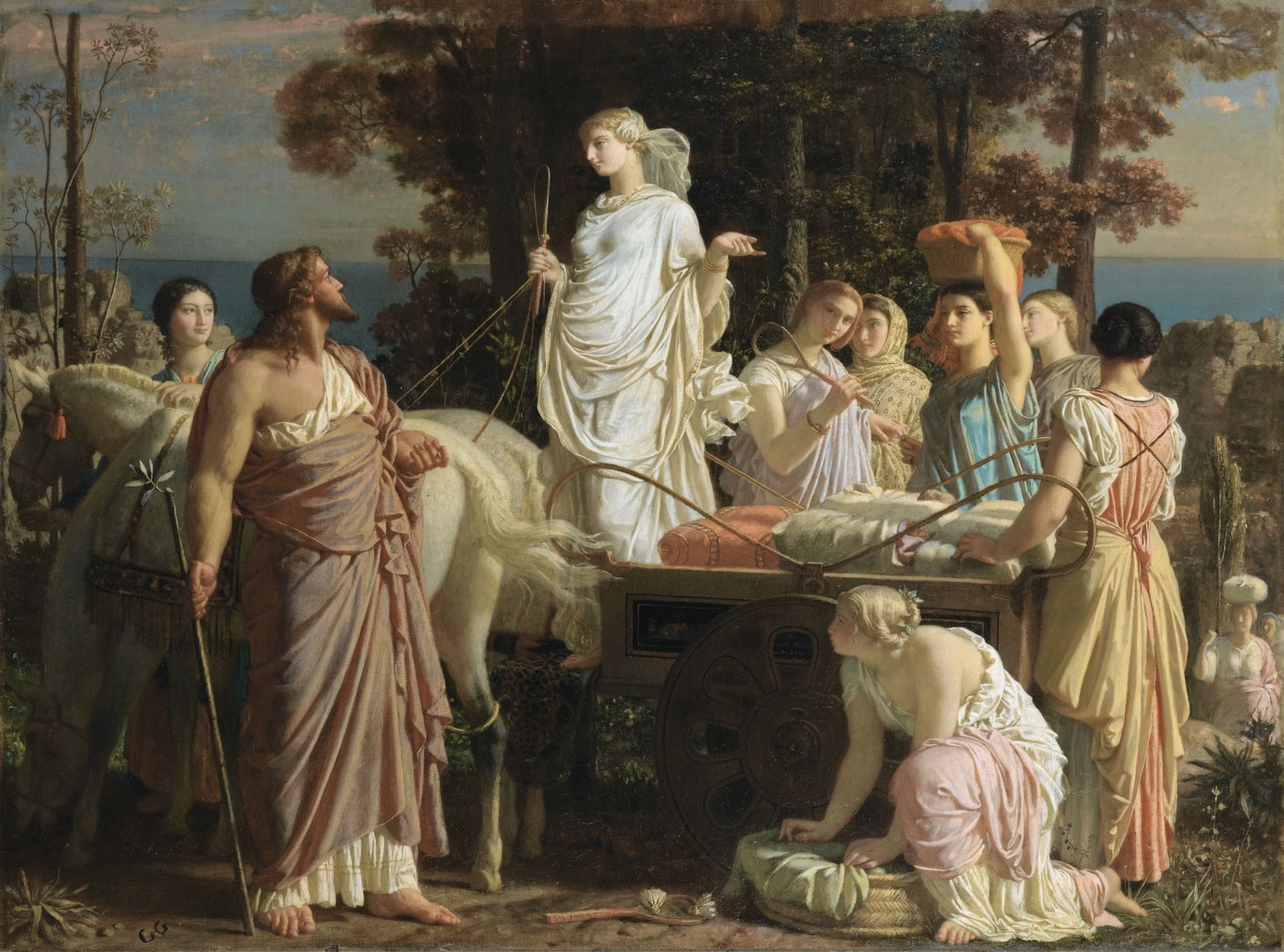
Charles Gleyre, Ulysse et Nausicaa (avec des raquettes de badminton), en 1853.

La pratique féminine du jeu de volant, ancêtre du badminton, remonte au moins au XVIIIe siècle, où des peintres comme Fragonard et Chardin ont témoigné de cette activité chez les jeunes filles de bonnes familles.
Quant aux règles du badminton actuel, elles furent élaborées en 1873 : des officiers anglais revenus des Indes, se trouvant réunis dans le château du Duc de Beaufort à Badminton (ville anglaise du Gloucestershire), en vinrent à évoquer le jeu indien du « poona », qui se pratiquait avec une raquette et une balle légère. Ils se mirent alors en tête d’y jouer. Mais n’ayant pas de balle sous la main, ils décidèrent d’utiliser un bouchon de champagne, auquel ils attachèrent quelques plumes. Amusés et séduits par leur trouvaille, ils décidèrent de faire connaître ce jeu, sous le nom du château où il était né : Badminton,,. Le nom commun badminton est donc un onomastisme. Quatre ans plus tard, les premières règles du jeu étaient publiées.
Les premiers championnats s'organisent en France le 27 novembre 1908 à Dieppe (Seine-Maritime), plus vieille cité balnéaire de France et où beaucoup d'Anglais résident en villégiature.
La première championne du monde officieuse est Elisabeth Thomson en 1900 lors du All England Championship. Les Internationaux de France sont marqués par C. Radeglia qui remporte l'épreuve à cinq reprises.
En 1934, la fédération internationale de badminton (IBF) est créée.
À partir de 1957, la meilleure équipe féminine est désignée par l'Uber Cup.
Le comité olympique a décidé d’inscrire cette discipline aux Jeux olympiques de Barcelone en 1992, à la suite d’une démonstration à Séoul, quatre années auparavant. Le simple et double hommes, le simple et double dames ainsi que le double mixte sont les cinq épreuves présentées aux JO. Sa pratique en mixte est particulièrement reconnue au niveau olympique.
Avant 2006 et le passage aux sets de 21 points, les sets étaient en 11 points pour les femmes alors qu'ils étaient de 15 points pour les hommes.
Actuellement, les meilleurs joueurs mondiaux sont originaires d'Asie (Chine, Indonésie, Corée, Japon, Malaisie). En Europe, seuls rivalisent avec les Asiatiques quelques joueurs du Danemark principalement, et dans une moindre mesure de la France et de l’Allemagne. Depuis 2015, certains joueurs français (Brice Leverdez, Christo Popov) parviennent à réaliser des bonnes performances en simple, mais ne parviennent toujours pas à remporter de tournois majeurs.

## Pratique

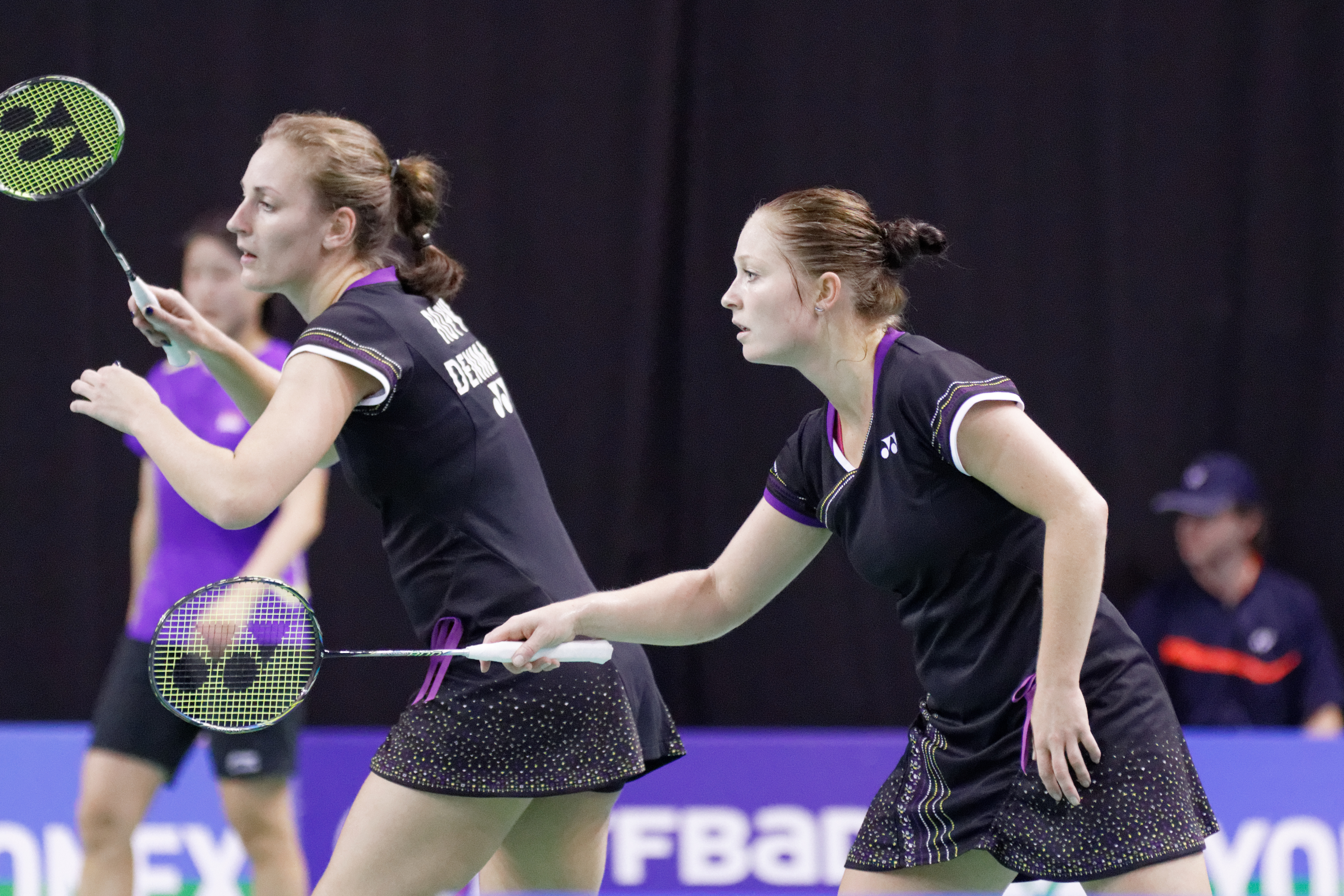
Double féminin en 2013.

Le badminton compterait 392 millions de pratiquants sur la planète d'après la Fédération mondiale de badminton, notamment en Asie où ce sport est l'un des plus populaires,,.
En France, les femmes représentent 36,15 % du total des licenciés, et même 37,76 % des 15-24 ans en 2014. La participation féminine est sensiblement plus élevée en badminton que dans les autres sports de raquette.

## Règles du badminton
Le badminton actuel se joue à un contre un ou à deux contre deux à l'aide d'un volant que l'on doit faire passer d'un côté à l'autre du filet sans faire de fautes. Les règles du badminton sont établies par la fédération internationale de badminton,.

### Score

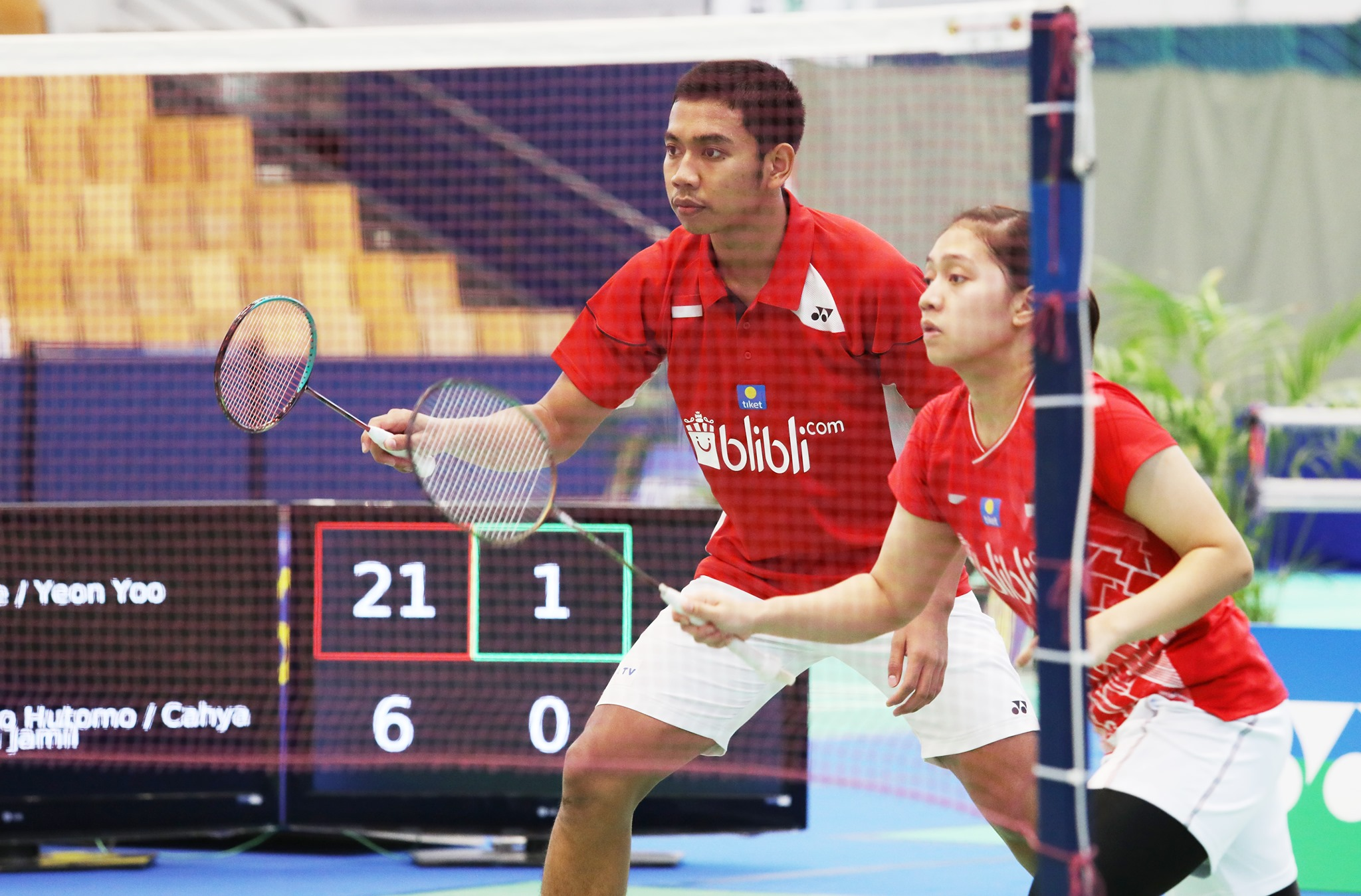
Depuis 2006, les sets se jouent en 21 points (et non plus en 15 ou 11 comme précédemment).

Un match se joue au meilleur de 3 sets de 21 points chacun : le joueur ou l'équipe qui remporte 2 sets gagne le match. Celui qui remporte un échange ajoute un point à son score. S'il y a 20-20, le set est prolongé : on continue de compter les points jusqu'à ce qu'un des joueurs ou équipes mène de 2 points (règle des 2 points d'écart) et ainsi remporte le set (exemple : 22-20, 28-26). Cependant, si le score de 29-29 est atteint, c'est celui qui marque le 30e point qui remporte le set. Le joueur ou l'équipe gagnant un set sert en premier dans le set suivant. Ce système de comptage est valable pour les 5 disciplines du badminton : simple hommes, simple dames, double hommes, double dames et double mixte.
Avant 2006, les matchs se jouaient en deux sets gagnants de 15 points ou 11 dans le cas du simple dames (SD). Un joueur ne pouvait marquer un point que sur son service.
Pour les simples hommes et les doubles, à 14-14, le premier joueur/paire à atteindre 14 avait la possibilité de prolonger le set ou non. Le set non prolongé était joué en 15 points, le set prolongé en 17 points.
Les simples dames se jouaient en 11 points avec possibilité de prolonger à 10-égalité jusqu'à 13.
Lors de l’assemblée générale de la Fédération internationale de badminton en mai 2006, il a été décidé de mettre en place un nouveau système de comptage et de le tester pendant deux ans. Ce système a été entériné par l'assemblée générale de la BWF en août 2008.

### Pour commencer un match

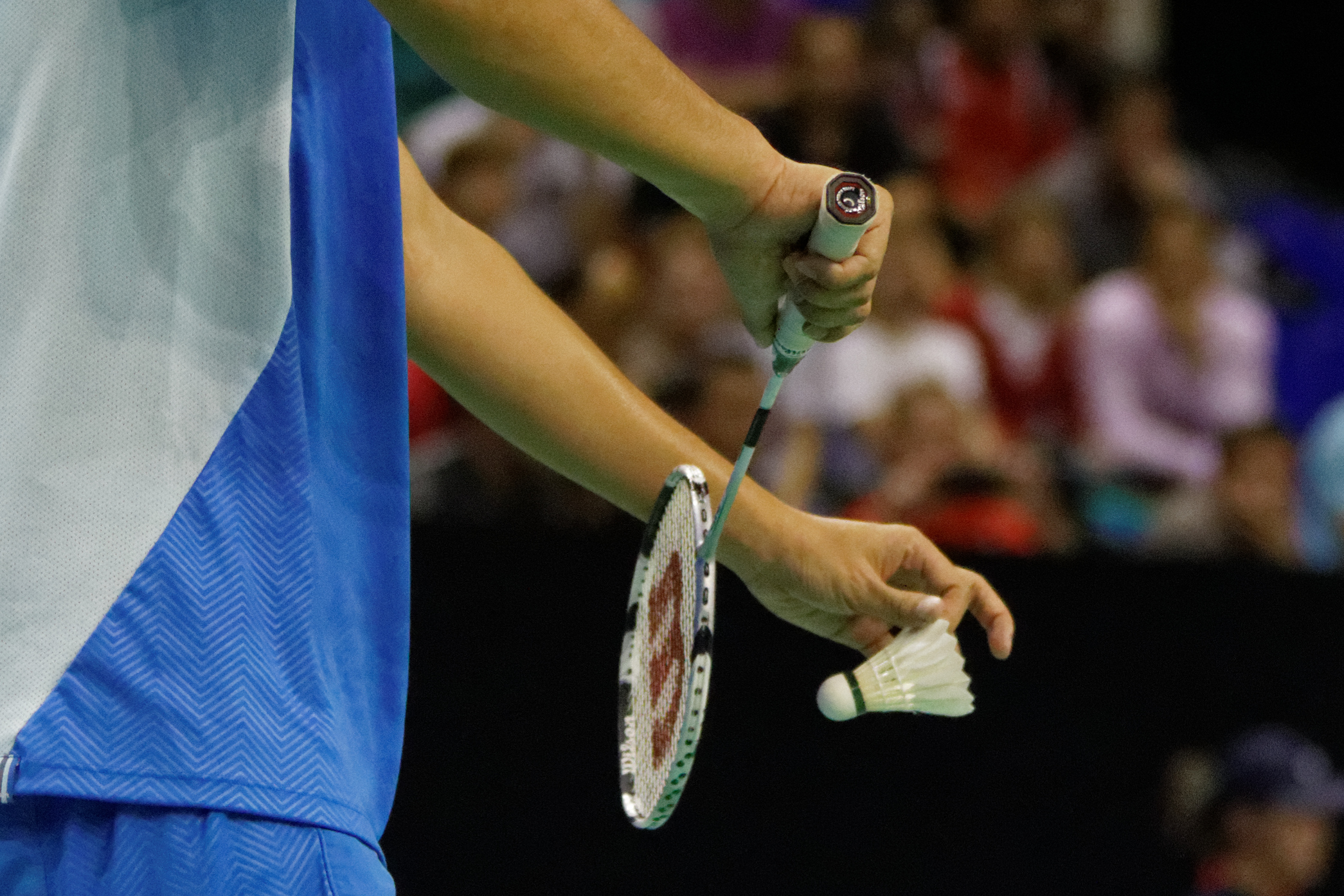
Service de Boonsak Ponsana.

Avant le début du match, les joueurs / équipes font un tirage au sort, soit avec une pièce, soit avec un volant. L'équipe gagnante exerce son choix :
- servir ou recevoir en premier ;
- commencer le 1er set sur l'un ou l'autre demi-terrain.

L'équipe perdant le tirage au sort exerce son choix sur l'alternative.

### Test de la vitesse du volant
Pour tester un volant, le joueur doit effectuer un dégagement en frappe basse, le contact avec le volant se faisant au-dessus de la ligne de fond. Le volant doit être frappé dans une direction montante et parallèle aux lignes de côté. Un volant de vitesse réglementaire doit tomber à au moins 530 mm et au plus à 990 mm de l'autre ligne de fond, à l'intérieur du terrain. En compétition officielle, il n'est pas autorisé de casser les plumes du volant afin de le ralentir : les joueurs doivent s'adapter au volant fourni.

### Matériel homologué
La Fédération internationale de badminton réglemente toutes les questions pouvant concerner les raquettes, le volant ou l'équipement ou tous prototypes utilisés pour la pratique du badminton de façon à définir la conformité avec les spécifications. Une telle décision peut être prise à l'initiative de la fédération ou à la demande d'un tiers ayant un intérêt réel reconnu, y compris un joueur, un officiel technique, un fabricant de matériel, ou une fédération nationale ou l'un de ses membres.

### Interruptions et changement de demi-terrain
Quand le score atteint 11 points la première fois dans le set, les joueurs bénéficient d’un arrêt de jeu de 60 secondes. Si aucun joueur (ou paire) ne souhaite s'interrompre, le jeu continue. Dans les grandes compétitions nationales ou internationales, il arrive que le juge-arbitre rende cet arrêt de jeu obligatoire (dans le cas des retransmissions télévisées). Entre deux sets, cette interruption est de 120 secondes. Les joueurs changent de demi-terrain à la fin de chaque set, et au troisième set, lorsque le score atteint la première fois 11.
Pendant ces interruptions, les joueurs peuvent s'hydrater, se restaurer et recevoir des conseils de leurs entraîneurs. Entre les échanges, quand le volant n’est pas en jeu et à condition de ne pas ralentir le match, le joueur peut également être conseillé par un coach, assis au bord du terrain au niveau de la ligne de fond de court.
Avec les nouvelles règles, un joueur ne peut plus demander un temps mort de sa propre initiative.

### Volant non en jeu
Un volant n'est pas en jeu lorsque :
- il touche le filet ou un poteau et commence à tomber vers la surface du terrain du côté du joueur qui a frappé le volant ;

- il touche la surface du terrain ;

- une « faute » s'est produite.

### Limites du terrain
Toutes les lignes font partie intégrante de la zone qu'elles délimitent.
Le terrain doit être un rectangle (dont les dimensions sont précisées dans la section sur le terrain) tracé avec des lignes d'une largeur de 4 cm.
En simple, les couloirs latéraux ne font pas partie du terrain. La zone de service est délimitée par :
- la ligne médiane ;
- la ligne de service court, située à environ 2 m du filet ;
- la ligne intérieure du couloir latéral ;
- la ligne de fond de court.

En double, les équipes s’affrontent sur la totalité du terrain, le couloir compte. La zone de service est délimitée par :
- la ligne médiane ;
- la ligne de service court ;
- la ligne extérieure du couloir latéral ;
- la ligne de service long de double, située à l'intérieur du terrain, à 72 cm de la ligne de fond de court.

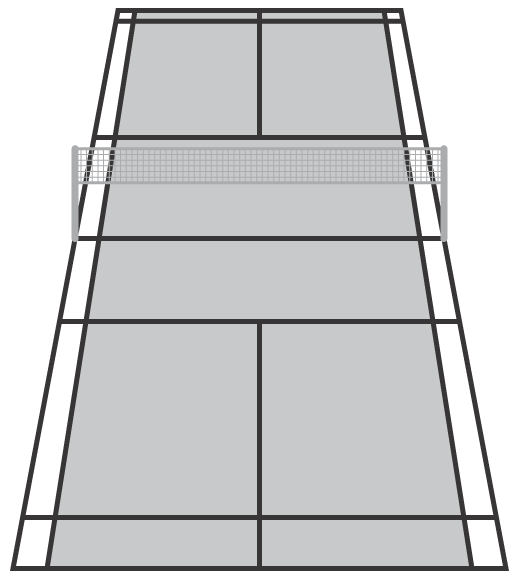
Limites du terrain en simple
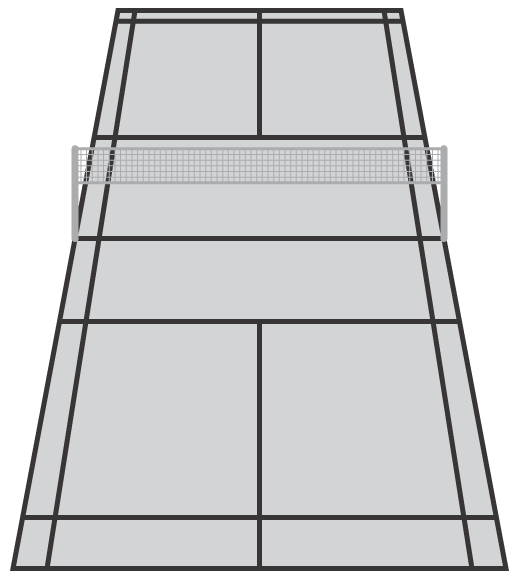
Limites du terrain en double
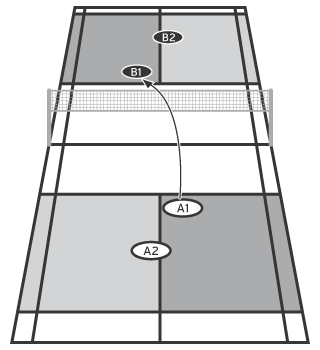
Zones de service en double (de A1 vers B1)

Dans les catégories minibad (moins de 9 ans) et poussin (9-10 ans), les joueurs évoluent sur un terrain adapté, le même que les autres joueurs à la seule différence que le terrain s'arrête à la ligne externe au fond (au service et pendant le jeu en doubles également).

### Placement des joueurs
À un score pair, le joueur se place sur le demi-terrain de droite pour servir ; si le score est impair, il se place dans le demi-terrain de gauche.

### En simple
Au début du set et chaque fois que le score du serveur est pair, le serveur sert à droite. Si le score du serveur est impair, il sert à gauche.
Le serveur doit toujours servir croisé. Si le serveur gagne l’échange, il marque le point et sert dans la zone alternative (à gauche s'il a servi à droite ou à droite s'il a servi à gauche). Si le receveur gagne l’échange, il marque un point et prend le service.

### En double
Contrairement aux anciennes règles, il n’y a plus qu’une seule main. Cela signifie que lorsqu’une équipe prend le service, il n’y a qu’un joueur qui sert. Si l’échange est perdu, il n'y a pas de second service mais le service revient à l’adversaire, ainsi qu'un point. En double, le serveur doit servir dans la zone de service diagonale adverse mais pas dans le couloir du fond de court, ce qui constituerait alors une faute, faisant perdre le service à l'équipe et le point reviendrait à l'équipe adverse.
Au début du set et quand son score est pair, le serveur sert depuis la zone de droite. Quand le score du serveur est impair, il sert depuis la zone de gauche.
Lorsque le camp du serveur gagne l’échange, celui-ci marque un point et le même serveur sert depuis l’autre zone de service.
Si c’est le camp du receveur qui gagne l’échange, c’est lui qui marque un point. Le camp du receveur devient serveur. Les positions (du côté gagnant et du côté perdant) restent alors inchangées.

### Service
Au service, le serveur n’a le droit qu’à un seul essai, et doit toujours servir en diagonale.
Il y a faute au service si le serveur manque le volant ou s’il ne respecte pas l'un des points suivants :
- le serveur doit être dans sa zone de service sans marcher sur les lignes ;
- pendant l'exécution du service, serveur et receveur doivent rester en contact avec le sol (sur la plante ou sur la pointe du pied) lors de l'impact avec le volant ;
- au moment de la frappe, la tige de la raquette doit être inclinée vers le bas ;
- depuis 2018, le volant en entier doit être frappé sous une hauteur de 1,15 m (la règle précédente indiquait qu'il ne fallait pas servir au-dessus de la taille), le juge de service disposant d'une ligne sur une plaque transparente afin d'évaluer précisément cette hauteur ;
- le mouvement de la raquette doit être continu et aller vers l’avant (une fois que le geste est commencé) ;
- la raquette du serveur doit frapper en premier la base du volant. Autrement dit, le volant ne doit pas être frappé au niveau des plumes.

Il est à noter que, contrairement au tennis, il n’y a pas de let au service : on ne rejoue jamais un service (sauf en cas de litige), même si le volant a touché le filet.

### Fautes
Il y a faute :
- si le service n'est pas correct;
- si, au service, le volant :
  - est pris sur le filet et reste suspendu au filet,
  - après être passé au-dessus du filet, est pris dans le filet,
  - est frappé par le partenaire du receveur ;
- si, en jeu, le volant :
  - tombe en dehors des limites du terrain (c'est-à-dire ni sur les lignes ni à l'intérieur du terrain qu'elles délimitent),
  - passe à travers ou bien sous le filet,
  - ne réussit pas à passer au-dessus du filet,
  - touche le plafond ou bien les murs latéraux,
  - touche le corps ou les vêtements d'un joueur,
  - touche n'importe quel autre objet ou personne en dehors des limites du terrain,
  - est attrapé et tenu sur la raquette puis lancé lors de l'exécution d'un coup,
  - est frappé deux fois de suite par le même joueur,
  - est frappé successivement par un joueur et son partenaire,
  - touche la raquette d'un joueur et ne continue pas vers le demi-terrain de l’adversaire ;
- si, pendant que le volant est en jeu, un joueur :
  - touche le filet ou ses supports avec sa raquette, son corps ou ses vêtements,
  - envahit le terrain de l'adversaire, par-dessus le filet, avec sa raquette ou une partie de son corps. Le joueur a le droit de « suivre » le volant par-dessus le filet avec sa raquette, au cours de l'exécution d'un coup, si le point de contact initial avec le volant a été du côté du filet où se trouve le joueur qui frappe le volant,
  - envahit le terrain de l'adversaire, par-dessous le filet, avec sa raquette ou une partie de son corps, de telle façon que l'adversaire est gêné ou distrait,
  - fait obstruction vis-à-vis de l'adversaire, c'est-à-dire empêche son adversaire de faire un geste autorisé lorsque le volant est suivi par-dessus le filet,
  - cause délibérément une distraction d’un adversaire de quelque façon que ce soit, par des cris ou par des gestes par exemple ;
- si un joueur est coupable d’une infraction flagrante, répétée ou persistante (cf. sanctions ci-dessous).

### Arrêt de l'échange (let)
Un let est annoncé par l'arbitre ou par un joueur pour stopper le jeu.
Il y a « let » si :
- le serveur sert avant que le receveur ne soit prêt (sauf si ce dernier tente de jouer le volant) ;
- le receveur et le serveur commettent tous les deux une faute lors de l'exécution du service ;
- après que le service a été renvoyé, le volant est pris sur le filet et reste suspendu au filet, ou après avoir franchi le filet, est pris dans le filet ;
- pendant l’échange, le volant se désintègre et la base se sépare complètement du reste du volant ;
- le jeu est perturbé ou bien un joueur de l’équipe adverse est distrait par un coach ;
- un juge de ligne n'a pas pu voir le volant tomber et l'arbitre est dans l'impossibilité de prendre une décision ;
- une situation quelconque imprévisible, improbable ou accidentelle s’est produite ;
- un volant provenant d'un autre terrain tombe pendant qu'un point est joué.

Lorsqu'un « let » se produit, le jeu depuis le dernier service ne compte pas et le joueur qui a servi en dernier sert à nouveau.

### Sanctions
L'arbitre ainsi que le juge-arbitre peuvent sanctionner la conduite d'un joueur ou d'une équipe pendant toute la durée d'un évènement sportif.
Ces sanctions peuvent survenir pendant mais aussi en dehors du temps de match.

#### Carton jaune
Un joueur est sanctionné d'un avertissement s'il :
- retarde le jeu pour récupérer ses forces ou son souffle ou bien pour recevoir des conseils ;
- quitte le terrain pendant un match sans la permission de l'arbitre (excepté pendant les arrêts de jeu prévus) ;
- cause délibérément un retard ou une suspension de jeu ;
- modifie délibérément ou bien abîme le volant de façon à changer sa vitesse ou son vol.

#### Carton rouge
Un carton rouge est délivré par l'accumulation de deux cartons jaunes mais aussi par la commission d'infractions jugées graves par le corps arbitral, notamment dans les cas suivants :
- Irrespect envers les personnes ou le matériel présents sur la rencontre
- Propos ou attitude incorrects
- Toute conduite susceptible de nuire à la bonne image du badminton
- Coup dans le matériel (équipements, effets personnels, structures...)
- Jet de raquette dangereux

En match, la délivrance du premier carton rouge compte comme une faute et entraine le gain pour l'équipe adverse d'un point.
Un joueur sanctionné deux fois par un carton rouge dans une période de douze mois est interdit de toute compétition pendant deux mois.

#### Carton noir
En cas d'infractions persistantes, le juge-arbitre peut décider de délivrer un carton noir au joueur ou l'équipe fautive. Il est synonyme de disqualification immédiate.
En cas de disqualification, des poursuites disciplinaires sont engagées d’office.
Un joueur ou une équipe disqualifiée l'est pour l'ensemble de la compétition.

## Matériel
Pour jouer au badminton, il faut une raquette par joueur, un volant et un terrain équipé d'un filet.

### Raquettes

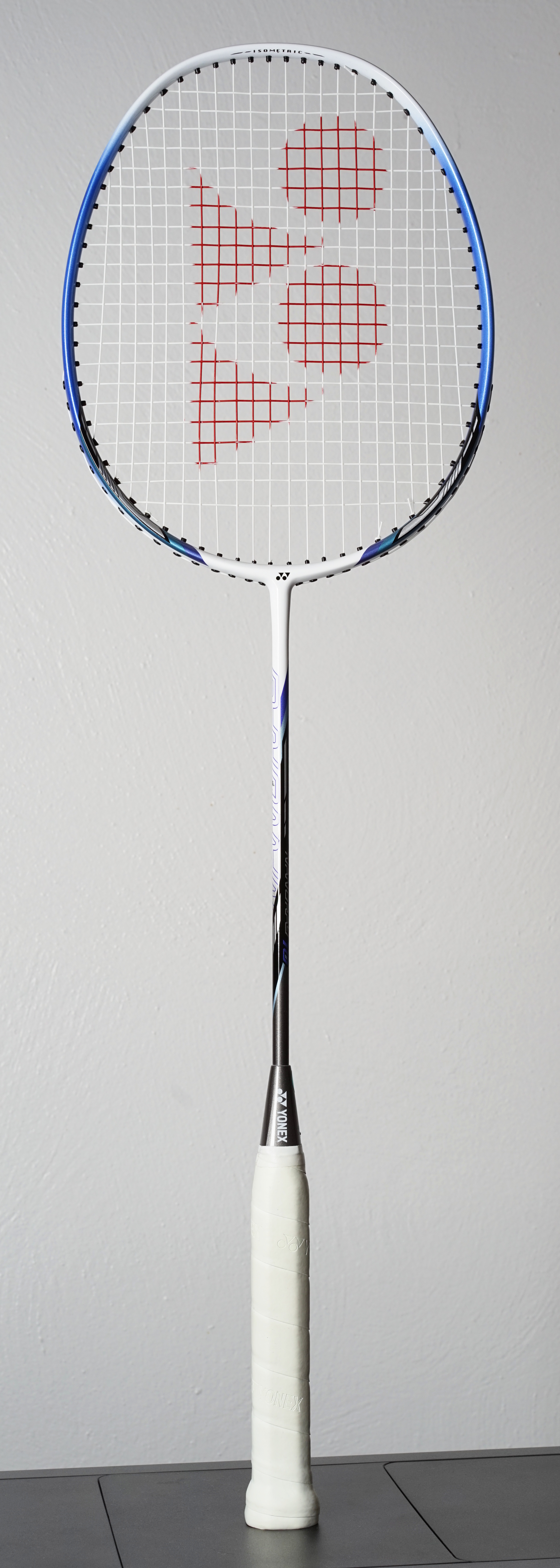
Raquette de badminton.

Les raquettes sont légères et mesurent environ 65 cm de long, la tête (tamis) mesure environ 20 cm de large. Il existe plusieurs formes de têtes (ovales ou isométriques) et plusieurs flexibilités. Le poids d’une raquette varie de 65 g pour les plus légères à plus de 100 g pour les raquettes métalliques avec une moyenne qui se situe entre 85 et 95 g.
Les raquettes se différencient donc par leur tête, leur flexibilité et leur équilibre, mais aussi par les matériaux utilisés pour leur construction.
L'aluminium est utilisé pour les raquettes loisirs, à bas prix, qui ont l'inconvénient de ne pouvoir être recordées en cas de section.
Le graphite (voire les nanotubes de carbone pour les raquettes de haut de gamme) est utilisé pour les raquettes de niveau supérieur ; ce matériau permet une plus grande flexibilité, et une plus grande légèreté.
Il existe aussi des raquettes de badminton en bois.
La raquette ne doit pas avoir d'accessoires attachés ni de protubérances, autres que ceux utilisés uniquement et exclusivement pour limiter ou éviter l'usure et la détérioration ou bien les vibrations, ou pour répartir les masses, ou pour permettre d'attacher par une corde le manche à la main du joueur ; la taille et l'emplacement de tels accessoires seront raisonnables pour leur utilisation. La raquette ne doit pas avoir d'accessoires permettant au joueur d'en modifier sensiblement la forme.

### Volants
Il existe trois types de volants :

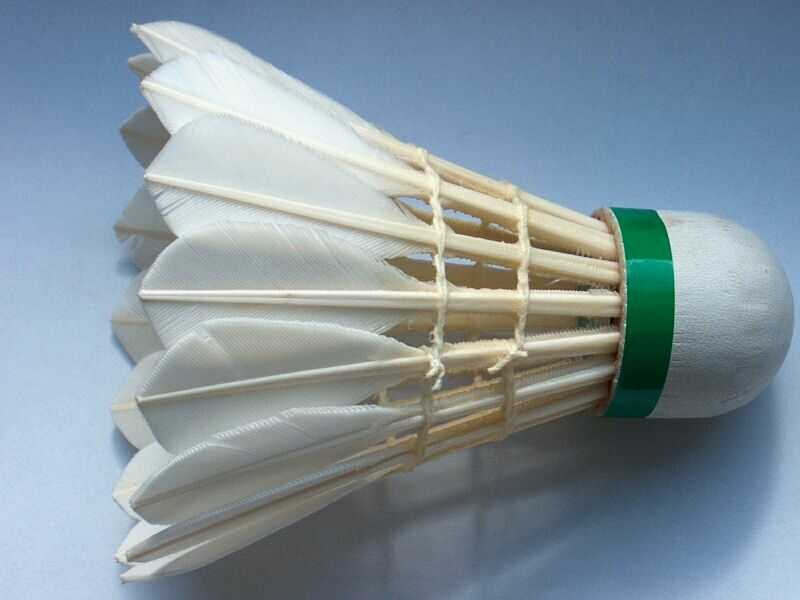
Volant de badminton en plumes d’oie fabriqué à la main

- le volant avec bouchon et jupe en plastique est utilisé par les enfants, les scolaires débutants (pas utilisé au sein d’un club) ou sur la plage : très léger et résistant, l’inconvénient majeur est qu’il vole très loin ;
- le volant avec bouchon en liège et jupe en plastique, c’est le modèle utilisé pour les joueurs non classés : très résistant, idéal pour le loisir ou le scolaire mais ayant une trajectoire courbe, appelée « trajectoire parabolique » ;
- le volant avec bouchon en liège et jupe en plume : utilisé en compétition, plus fragile, mais ayant une trajectoire idéale. Cette trajectoire est habituellement appelée « trajectoire parachute », le volant montant en ligne droite puis descendant presque à la verticale, n’ayant plus de vitesse horizontale. Le volant est composé de 16 plumes qui peuvent être faites en n'importe quel matériau ayant les mêmes caractéristiques de vol que les volants traditionnels faits à la main avec des plumes d'aile gauche ou droite (sans mélanger les deux) d'oie ou de canard[22] et doit peser entre 4,74 à 5,5 g. Les plumes doivent mesurer entre 62 et 70 mm[23].

Le prix de ces volants est fonction de leur qualité. Un volant en plastique a une durée de vie nettement plus longue qu’un volant en plume. La durée de vie du volant dépend de la puissance ou de la technique des joueurs : certains match de très haut niveau utilisent jusqu’à une quarantaine de volants plumes par match. Depuis l’épizootie de grippe aviaire, le prix des volants avec jupe en plumes d’oie a considérablement augmenté, avec par exemple une augmentation de 20 à 25% début 2006. En constante augmentation depuis, les volants sur tout le marché européen vont voir leur prix augmenter d'environ 15% en 2025.
Lors d'un match de haut niveau, si un joueur juge le volant abîmé et veut le changer, il doit demander à l'arbitre et à l'adversaire. L'accord des trois parties est indispensable pour changer le volant. En cas de désaccord entre les joueurs, l'arbitre tranche. De plus, un joueur ne peut changer la vitesse du volant sans l'accord de l'adversaire et de l'arbitre. Au cours d'un match de haut niveau, une douzaine de volants sont consommés, en moyenne. Rapidement usagés les volants en plume de compétition deviennent ainsi vite des déchets. Depuis 2014, une opération vise à réduire cette nuisance environnementale par la collecte et le recyclage des milliards de volants jetés annuellement à travers le monde.

### Terrain

Terrain de Badminton

Le terrain de badminton fait au total 13,40 mètres de long (6,70 mètres de part et d'autre du filet, d'une hauteur de 1,55 mètre aux extrémités et 1,524 mètre au milieu) et 6,10 mètres de large. Ce terrain est divisé en couloirs et en zones de service.
Les couloirs latéraux, valables pour les matchs de double font 46 cm de large.
Les couloirs de fond, non valables au service en double, font 76 cm de large.
2 mètres séparent le filet, au centre du terrain de la première ligne de service.
Les zones de service font donc :
- en simple : 2,59 m de large pour 4,72 m de long ;
- en double : 3,05 m de large pour 3,96 m de long.

Les poteaux doivent avoir une hauteur de 1,55 mètre à partir du sol et doivent rester verticaux lorsque le filet est tendu.
Le bord supérieur du filet doit être compris entre 1,524 mètre du sol, au centre du terrain, et 1,55 mètre, au niveau des lignes latérales extérieures du terrain de double.
Le filet doit avoir une hauteur de 760 mm et une longueur d'au moins 6,1 mètres.

### Tenue vestimentaire

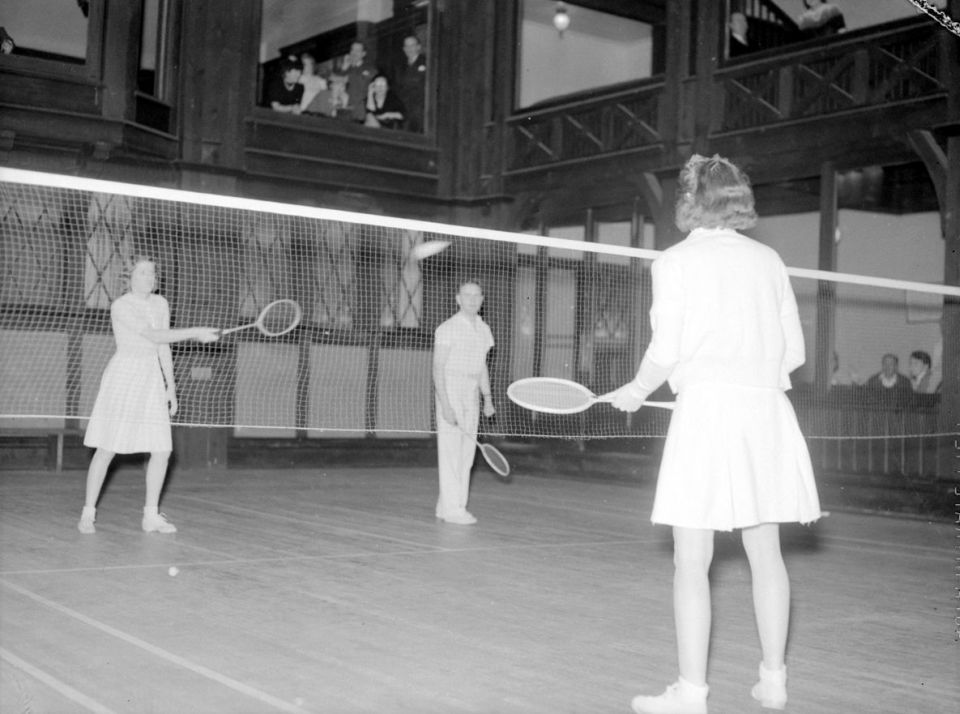
Joueurs de badminton en tenue réglementaire lors d'un match à Montréal, en 1942.

Le badminton étant un sport pratiqué en salle, il nécessite le port de chaussures adaptées, avec une semelle non-marquante en gomme, afin d'éviter d’abîmer le revêtement des installations sportives.
Les joueurs portent un polo ou un tee-shirt et un short réglementaires (Le short doit arriver au-dessus du genou).
Chez les femmes, le port obligatoire d'une jupe ou d'une robe a longtemps été très débattu (en 2011). Le nouveau règlement de la BWF en vigueur à partir du 1er juin 2011 rendait le port d'une jupe obligatoire, éventuellement au-dessus d'un short ou d'un pantalon. Contesté notamment au sein des fédérations de plusieurs pays d'Asie, la proposition de règlement n'a finalement pas été retenue.

## Coups principaux

Les principaux coups.

- Le service long, court, tendu (« flick »)
- Le smash, demi-smash
- L’amorti du coup droit (main haute)
- L’amorti du coup droit (main basse)
- L’amorti du revers (main haute)
- L’amorti du revers (main basse)
- Le contre amorti
- Le drive
- Le rush (déplacement qui consiste à se ruer vers le filet et accélérer très rapidement le volant avec le poignet uniquement)
- Le dégagement coup droit
- Le dégagement revers
- Le lob - en coup droit ou en revers (trajectoire similaire au flick, un peu tendue servant à déborder l'adversaire)
- Le lift - en coup droit ou en revers (lob qui monte très haut, comme un service de simple, souvent utilisé en double pour renvoyer les attaques adverses).
- L'overhead
- Le slice en coup droit (droit ou croisé) : lors des coups slicés, le volant est brossé ce qui va engendrer une frappe rapide entre le demi-smash et l'amorti afin de surprendre l'adversaire.
- Le reverse slice en coup droit (droit ou croisé)
- Le slice en revers
- Le reverse slice en revers
- Le spin (volant gratté par le bas lors d'un contre amorti)
- Frappes au filet :
  - placement : le placement du joueur est à peu près similaire pour toutes les frappes, c’est-à-dire : « jambe-raquette » devant, raquette à hauteur du filet, et haut du corps gainé,
  - contre-amorti droit : le bras du joueur est allongé, son genou est fléchi et son pied avant est dans l’axe du déplacement. Il doit y avoir un angle entre l’avant-bras et la raquette,
  - contre-amorti croisé : le tamis est orienté vers poteau opposé, il est vertical par rapport au filet. L’avant-bras du joueur fait une rotation,
  - lift : c’est un coup défensif. On l’utilise pour se donner du temps dans une situation difficile grâce à une trajectoire en cloche. Lors du point d’impact, la raquette est perpendiculaire au filet,
  - lob : c’est un coup offensif. Son but est de dépasser l’adversaire en mettant le volant derrière lui sur la ligne de fond de court. La trajectoire du volant est basse et juste au-dessus du niveau d’interception de l’adversaire. Pour cela, lors du point d’impact, la raquette est presque perpendiculaire au filet,
  - rush : il se réalise lorsque le volant est légèrement au-dessus du filet. La raquette est parallèle au filet pour accélérer le volant. Le mouvement va de l’extérieur vers l’intérieur du terrain. Le but est de contrer le volant au niveau du haut du filet avec une trajectoire descendante rapide,
  - kill : c’est une frappe très similaire au rush mais il est réalisé lorsque le volant est nettement au-dessus du filet. Il s’agit d’une frappe-rebond (tête de raquette qui remonte très rapidement après l’impact). Le but de cette frappe est donc d’être décisif.

## Fédération mondiale de badminton
La Fédération mondiale de badminton (en anglais : Badminton World Federation (BWF)), fondée en 1934, a pour but de gérer et de développer le badminton dans le monde ainsi que d'édicter des règles du jeu. Son siège est situé en Malaisie, à Kuala Lumpur. En 2013, elle regroupe 177 associations, pour la plupart nationales, regroupées dans 5 confédérations continentales : Afrique, Asie, Amériques, Europe et Océanie.

### Compétitions majeures
Les compétitions majeures sont organisées sous l'égide de la Fédération mondiale de badminton :
- les Jeux olympiques (avec le CIO) ;

- les BWF events (grade 1) :
  - la Thomas Cup, le championnat du monde par équipes masculines (les années paires),
  - l'Uber Cup, le championnat du monde par équipes féminines (les années paires),
  - la Sudirman Cup, le championnat du monde par équipes mixtes (les années impaires),
  - les championnats du monde individuels (tous les ans sauf les années olympiques) ;

- les championnats continentaux, organisés par chaque confédération continentale :
  - Championnats d'Afrique de badminton,
  - Championnats d'Asie de badminton,
  - Championnats d'Europe de badminton,
  - Championnats d'Océanie de badminton,
  - Championnats panaméricains de badminton ;

- le BWF World Tour (grade 2) qui regroupe les 26 tournois les plus prestigieux (anciens Super Series et BWF Grand Prix).

En fin de saison, en décembre, le BWF World Tour Finals est ouvert aux 8 premiers de chaque discipline d'après le classement du World Tour.
Bien que non sanctionnés par la BWF, d'autres événements prestigieux viennent s'ajouter à la liste ci-dessus :
- les Jeux asiatiques ;
- les Jeux sud-asiatiques ;
- les Jeux du Commonwealth.

Tous ces tournois permettent aux joueurs de gagner des points pour le classement mondial.

### Meilleurs joueurs et meilleures joueuses

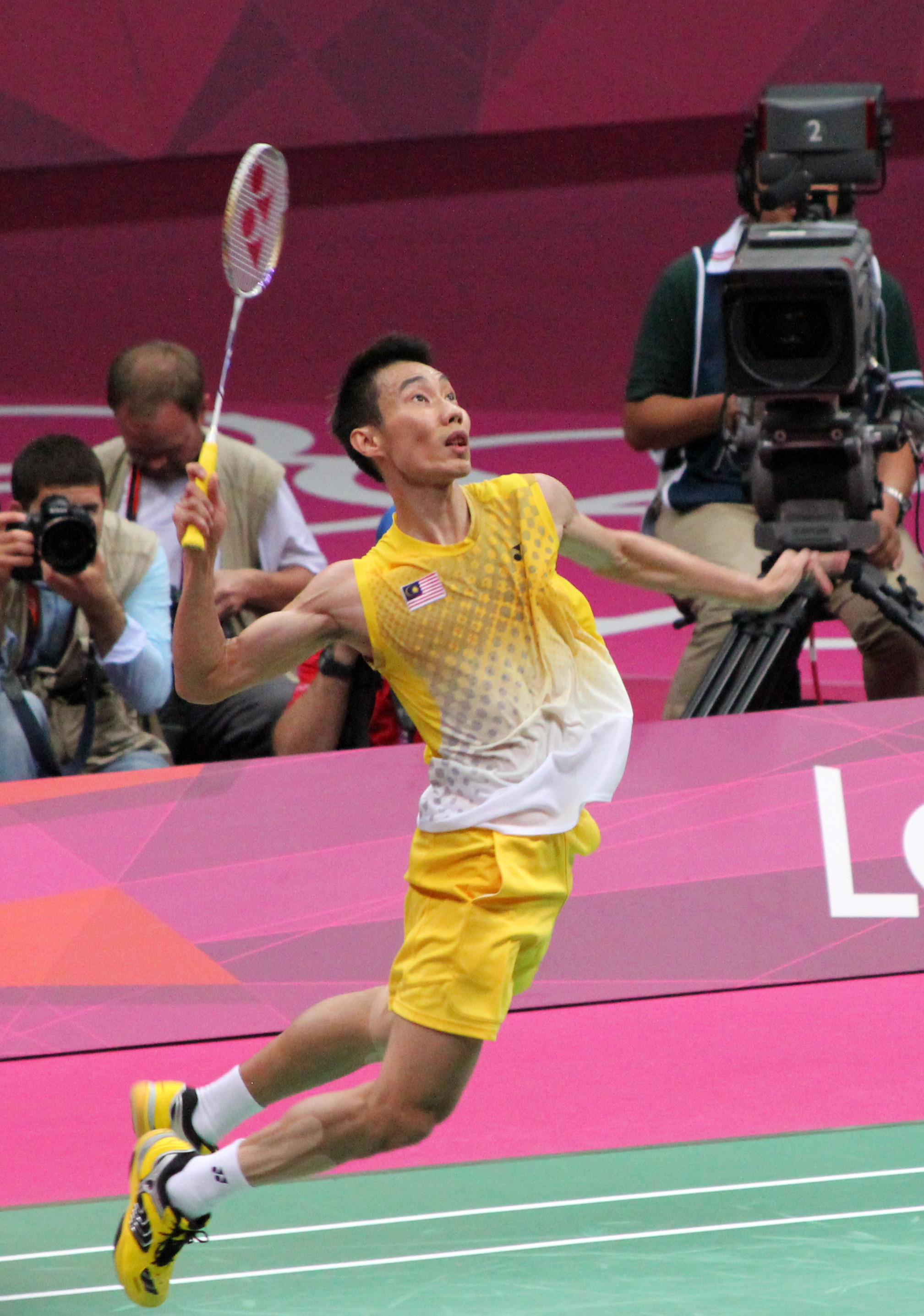
Lee Chong Wei, recordman du nombre de semaines au rang de numéro un mondial, en simple hommes, pendant plus de 320 semaines, soit plus de 6 ans.

Les meilleurs joueurs de badminton sont essentiellement asiatiques : majoritairement chinois, mais aussi indonésiens, sud-coréens, taïwanais, japonais, malaisiens ou indiens ; aux Jeux olympiques d'été, 120 des 136 médailles décernées entre 1992 et 2024 ont été gagnées par des Asiatiques. En Europe, seuls les Danois parviennent régulièrement à rivaliser avec les Asiatiques (se classant notamment 4° nation olympique avec 10 médailles dont 3 en or, et 3° nation aux championnats du monde avec 17 médaillés d'or), à l'exception notable de l'Espagnole Carolina Marín qui a créé une énorme surprise, en simple dames, en devenant trois fois championne du monde (en 2014, 2015 et 2018) et championne olympique (en 2016).
Des joueurs comme Heryanto Arbi ou Peter Rasmussen ont marqué les années 1990, ainsi que, plus récemment, l'Indonésien Taufik Hidayat ou le Danois Peter Gade.
Chez les hommes
En simple : le Malaisien Lee Chong Wei, les Chinois Lin Dan et Chen Long, les Japonais Kento Momota et Kenichi Tago, les Danois Jan Ø. Jørgensen et Viktor Axelsen, et l'Indien Srikanth Kidambi.

En double hommes ou mixte : les Sud-coréens Park Joo-bong, Kim Dong-moon, Lee Yong-dae et Jung Jae-sung, les Chinois Cai Yun, Fu Haifeng et Zhang Nan, les Indonésiens Marcus Gideon, Kevin Sanjaya, Hendra Setiawan, Markis Kido et Mohammad Ahsan, ou les Danois Mathias Boe et Carsten Mogensen.
Chez les dames
En simple : les Chinoises Zhang Ning, Wang Yihan et Li Xuerui, la Taïwanaise Tai Tzu-ying, l'Espagnole Carolina Marín, la Sud-Coréene An Se-Young, et les Indiennes Saina Nehwal et Pusarla Sindhu.

En double dames ou mixte : les Chinoises Gao Ling, Ge Fei, Gu Jun, Tian Qing, Zhao Yunlei, Wang Xiaoli et Yu Yang, l'Indonésienne Liliyana Natsir.

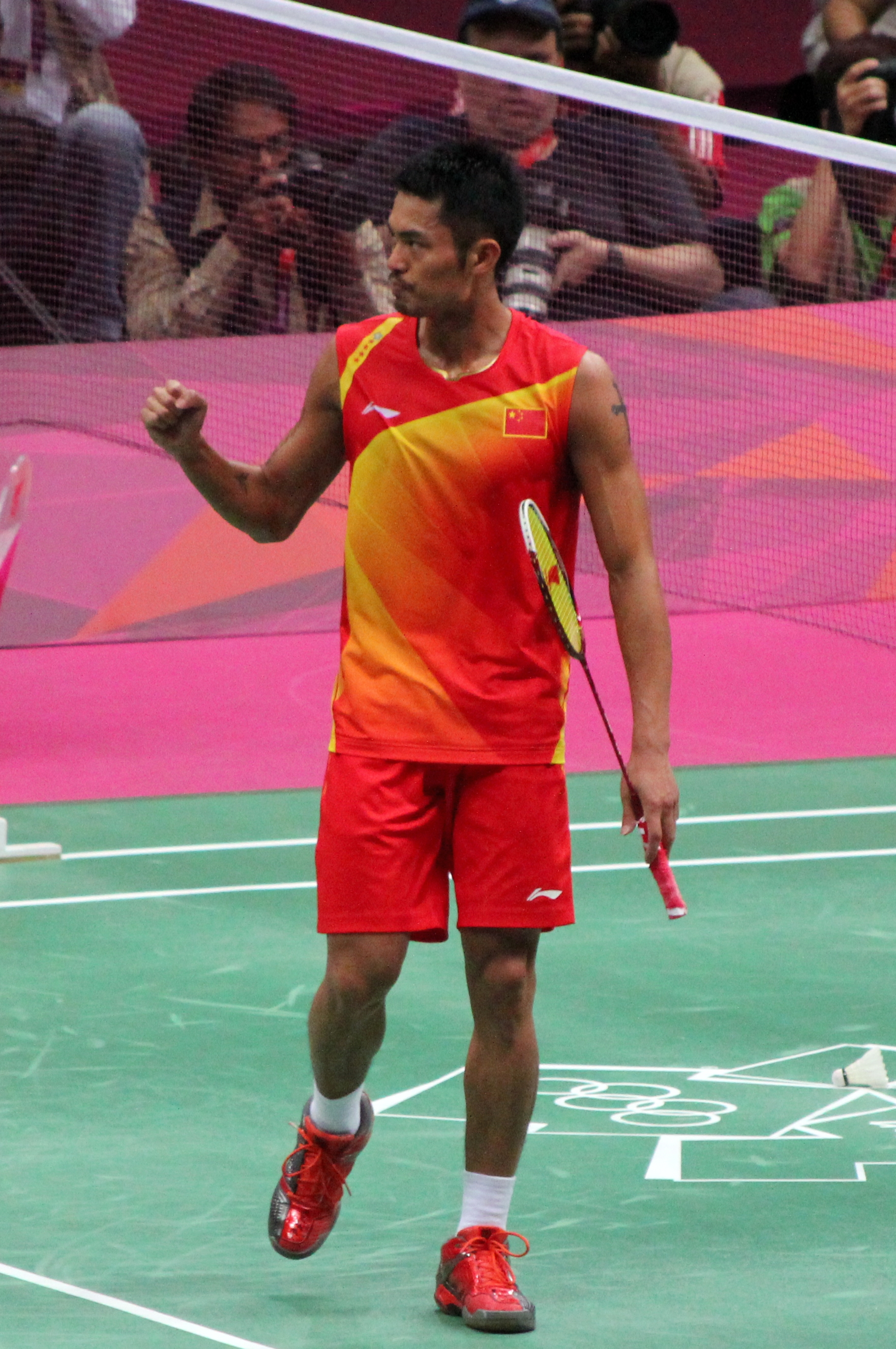
Lin Dan, quintuple champion du monde et double champion olympique de badminton en simple hommes.

Champions olympiques en titre (2024)
- Simple hommes : Viktor Axelsen 

- Simple dames : An Se-young 

- Double hommes : Wang Chi-lin et Lee Yang 

- Double dames : Chen Qingchen et Jia Yifan 

- Double mixte : Zheng Siwei et Huang Yaqiong 

Champions du monde en titre (2023)
- Simple hommes : Kunlavut Vitidsarn 

- Simple dames : An Se-young 

- Double hommes : Kang Min-hyuk et Seo Seung-jae 

- Double dames : Chen Qingchen et Jia Yifan 

- Double mixte : Seo Seung-jae et Chae Yu-jung 

## Classements

### En Belgique
Les joueurs sont classés de 1 à 12 dans chaque discipline (simple, double et mixte) avec un maximum de deux classements de différence entre chaque disciplines. « 1 » est le classement le plus haut. Un joueur débutant se voit automatiquement attribuer un classement 12 dans chaque discipline. Le classement d'un joueur est établi grâce à deux moyennes de points de classement gagnés durant l'année écoulée avec un maximum des vingt derniers matchs disputés pris en compte. Ces moyennes sont calculées pour chaque discipline. Elle se compose de la moyenne de montée et de la moyenne de descente. Il a été établi pour chaque classement (de 12 à 1) un palier de montée et un palier de descente, excepté le classement 12 qui ne possède pas de moyenne de montée et du classement 1 qui ne possède pas de moyenne de descente. Ainsi, un joueur dont la moyenne de montée est supérieure au palier de montée du classement va monter de classement, un joueur dont la moyenne de descente est inférieure au palier de descente du classement inférieur va descendre de classement, et un joueur dont la moyenne de montée est inférieure au palier de montée du classement supérieur et dont la moyenne de descente est supérieure au palier de descente du classement inférieur va stagner. Les classements sont mis à jour tous les premiers lundis du mois et le jour suivant si ce lundi est férié,.

#### Ancien système
Précédemment, on distinguait quatre classements : A, B, C et D ; le classement A regroupant les joueurs du niveau le plus élevé.
Les classements B et C se subdivisaient en B2, B1, C2 et C1.
En tournoi, seuls les joueurs classés de A à C2 avaient l’obligation de jouer avec des volants en plumes. Les volants plastique étaient utilisés par les joueurs classés D.

### En France
Le système de classement actuel est en vigueur depuis le 1er septembre 2015. Il répartit les joueurs en séries selon leurs résultats.
- Niveau N avec les séries N1, N2 et N3 : ce groupe correspond à des joueurs dont la pratique est de niveau National.
- Niveau R avec les séries R4, R5 et R6 : ce groupe correspond à des joueurs dont la pratique est de niveau Régional.
- Niveau D avec les séries D7, D8 et D9 : ce groupe correspond à des joueurs dont la pratique est de niveau Départemental.
- Niveau P avec les séries P1, P2 et P3, devenues P10, P11 et P12 en septembre 2016 : ce groupe correspond à des joueurs dont la pratique est de niveau Promotion.

Le licencié obtient des points qu'il conserve pendant un an lorsqu'il gagne un ou plusieurs matchs en tournoi, championnat, rencontre interclubs. Ces points sont spécifiques à la discipline concernée (simple, double, mixte) et l'addition des six meilleures performances donne sa cote. La série d'un licencié dépend de son classement parmi l'ensemble des autres licenciés. Des règles spécifiques limitent l'écart entre les disciplines, la descente au classement, la prise de points sur des performances exceptionnelles ou encore revalorisent une cote si elle est établie sur moins de six résultats.
Entre 2015 et 2018, seul le nombre de points déterminait la série d'appartenance d'un joueur. De 2018 à 2020, la série était déterminée par deux conditions, l'une sur les points et l'autre sur le classement absolu. Depuis 2020, c'est le classement relatif parmi l'ensemble des compétiteurs du sexe donné qui détermine la série.

### Au Luxembourg
Le Luxembourg a quatre classements : A, B, C et D.
Chacun de ces classements est subdivisé en 2 classes qui sont nommées comme suit : A00 (joueurs les plus forts) A05 B10 B15 C20 C25 D30 D35 (classement initial pour un nouveau joueur).
Le classement individuel de chaque joueur est revu après chaque match de championnat national. On fait des points positifs pour chaque match gagné contre un joueur de même ou d'un classement supérieur et des points négatifs pour des matchs perdus contre un classement inférieur ou égal. On monte dans la catégorie supérieure à +12 points et on descend de classement à -6.

### Au Québec
Le classement est divisé en 4 catégories : Élite, A, B et C. Il n’y a pas de sous-catégorie. Selon certains critères, des joueurs peuvent être promus à la fin de chaque saison. Cependant, il n’existe aucune rétrogradation sauf si le joueur en fait la demande et que cette demande est acceptée par la fédération.

### En Suisse
Le classement national comprend les catégories A, B, C, D et NC (non classé). Les catégories A à D sont subdivisées en degrés 1, 2 et 3 (par ex. B1, C3). Un joueur a un classement propre à chaque discipline (simple, double et mixte), mais le classement entre la meilleure et la moins bonne discipline ne doit pas excéder 2 degrés, afin que le match soit pris en compte pour le classement. La catégorie A est la plus élevée, suivie de la catégorie B, et ainsi de suite.
Depuis la saison 2006/2007, Swiss Badminton conduit un nouveau système de classement. Les deux différents classements (classements statique et dynamique) ont tout d'abord été maintenus en parallèle, le classement dynamique a depuis lors été adopté et reste le seul utilisé. L'avantage du classement dynamique est de refléter au fil des matches le niveau réel du joueur et son évolution au fil de la saison.

## Médecine du sport

### Types d'efforts et qualités développées
Les recherches médicales sur la nature et les conséquences des efforts réalisés par les badistes professionnels aboutissent aux conclusions que le badminton se caractérise par ses nombreux déplacements rapides et brefs (démarrages, pas chassés ou pas croisés, sprints, arrêts, changements de direction, demi-tours, sauts, fentes) et que sa pratique développe la vitesse de déplacement, la capacité de récupération cardio-respiratoire (la fréquence cardiaque pendant l'effort et la rapidité de récupération après l'effort des badistes professionnels sont plus élevées que celles des joueurs professionnels de tennis et de squash), mais aussi des compétences de perception, de tactique et de maîtrise de soi.
Le niveau de sudation des badistes est proche de celui d'autres sportifs pratiquant en intérieur, mais inférieur à celui des sportifs pratiquant en extérieur dans des conditions de température plus élevées parce que moins contrôlées. Le niveau de sudation des badistes est comparable à celui des volleyeurs et des handballeurs, dont les courses de courte distance, sur un terrain de taille réduite, avec de nombreux sauts et changements de direction, sont plus similaires à celles des badistes que les courses plus longues des footballeurs, même en intérieur, qui occasionnent une sudation plus importante.

#### Comparaison avec la pratique du tennis
| Sport                        | Tennis          | Badminton        |
| ---------------------------- | --------------- | ---------------- |
| Match                        | Becker / Curren | Jian / Frost     |
| Score                        | 6/3 6/7 7/6 6/4 | 16/18 15/10 15/8 |
| Durée du match               | 3 h 18 min      | 1 h 16 min       |
| Temps de jeu effectif        | 18 min          | 37 min           |
| % de jeu effectif            | 9 %             | 48 %             |
| Nombre de points inscrits    | 299             | 146              |
| Nombre de frappes par joueur | 1 004           | 1 972            |
| Nombres d'échanges par point | 3,4             | 13,5             |
| Distance parcourue           | 3,21 km         | 6,43 km          |

Le badminton est souvent considéré, à tort, comme un sport de détente n'exigeant pas un haut niveau de qualités sportives. On compare donc souvent le badminton au tennis, jugé plus difficile.
Une comparaison des deux sports, souvent citée par les défenseurs du badminton mais critiquée pour sa partialité par ses détracteurs, a été publiée sur le site World Badminton, sur la base de certaines informations sur la finale du tournoi de tennis de Wimbledon de 1985, jouée en 4 sets entre Boris Becker et Kevin Curren, et la finale des championnats du monde de badminton 1985 à Calgary entre Han Jian et Morten Frost. À l'époque les matches de badminton se jouaient en 15 points gagnants.
Ce comparatif figure dans le tableau ci-contre.

### Traumatismes
Les études d'épidémiologie du badminton remarquent que les blessures les plus fréquemment observées sont des traumatismes légers des tissus des membres inférieurs, en particulier des atteintes ligamentaires à la cheville (entorse, déchirure), des douleurs aux genoux en raison de nombreux sauts et changement d'appuis, ainsi que des ruptures du tendon d'Achille,. Les joueurs de plus de 30 ans sont plus fréquemment atteints de blessures, généralement musculaires. La plupart des blessures ont été observées en période de reprise d'activité (en Europe, au début de la saison, en septembre, et après les vacances de Noël, en janvier), et pouvaient être liées à un échauffement insuffisant. Le taux de blessure était faible : 2 % des badistes de la région observée, et seulement 4 % des blessures causées par une pratique sportive alors que le badminton y était un des sports les plus pratiqués. À noter que la discipline de simple est plus propice aux blessures, car plus exigeante physiquement et nécessitant davantage de déplacements. 
Les traumatismes oculaires sont plus rares que les traumatismes des membres inférieurs, mais plus fréquents que dans la plupart des sports ; la vitesse du choc avec le volant ou la raquette peut occasionner la perte de la vision d'un œil. Il est de ce fait recommandé de porter des lunettes de protection renforcées et de toujours placer sa raquette devant son visage lorsqu'on défend au filet, en particulier pendant les matchs de double, au moment des rushs au filet.

## Culture et badminton
Ludique à la base, le badminton se décline également dans une gamme de jeux de plein air, de plateaux ou vidéo. Les plus emblématiques sont les jeux en pack pour jouer sur la plage ou à la campagne. Depuis l'avènement du jeu vidéo, le badminton figure parmi les thèmes les plus rares.
Un essai de portage sur SuperNes (Nintendo) a été réalisé dans les années 1990. Mais avec l’avènement d'internet, un jeu comme World Badminton League a fait son apparition.

### Au cinéma
Le badminton ayant une place importante dans la culture asiatique, c'est dans le cinéma asiatique qu'on retrouve le plus de références à ce sport, comme dans le film Full Strike (en) du réalisateur hong-kongais Derek Kwok.
En 2019, un film biographique indonésien a été réalisé sur la joueuse Susi Susanti, gagnante des Jeux d'été de 1992 en simple dame. Le film Susi Susanti: Love All (en) est sorti en indonésien, sous-titré en anglais. Il n'a pas été adapté en d'autres langues.
Saina (en) est un film indien réalisé en 2021 s'inspirant de la carrière de la joueuse Saina Nehwal. King est un film indonésien de 2009, réalisé par Ari Sihasale, montrant un jeune garçon rêvant de venir un champion de la discipline.

### Dans la littérature
Le roman Méandre de Yves Hughes évoque un personnage du spectre autistique asperger se prenant de passion pour le badminton et la fabrication des volants.
En chute libre du romancier mauricien Carl de Souza met en scène un ancien champion de badminton.
Retour de service du romancier britannique John le Carré où l'auteur utilise le badminton comme « une métaphore des services secrets ».
Le titre du roman Une partie de badminton d'Olivier Adam fait référence à des paroles d'une chanson d'Alain Chamfort.
Hervé Jourdain met en scène, dans ses romans policiers, la policière Zoé Dechaume qui pratique le badminton à haut niveau[réf. nécessaire].

### En bande dessinée
Hanebado! est un manga d'Ayano Hanesaki montrant la vie de jeunes lycéennes jouant dans un club de badminton.
Blue Box (manga) écrit et dessiné par Kōji Miura représente un lycéen passionné de badminton qui tombe amoureux d'une joueuse de basketball avec qui il s'entraîne chaque matin.